# Émetteur à étincelles
Un émetteur à étincelles désigné aussi comme émetteur à ondes amorties est un dispositif destiné à produire des ondes électromagnétiques amorties de classe B composées de séries successives d'oscillations dont l'amplitude, après avoir atteint un maximum, diminue graduellement, les trains d'ondes étant manipulés suivant un code télégraphique par fréquences radioélectriques. Dès 1887 ces appareils ont servi d'émetteurs pour la plupart des transmissions en télégraphie sans fil ainsi qu'aux toutes premières démonstrations de transmission hertzienne. Le procédé est à présent abandonné en faveur des ondes entretenues.

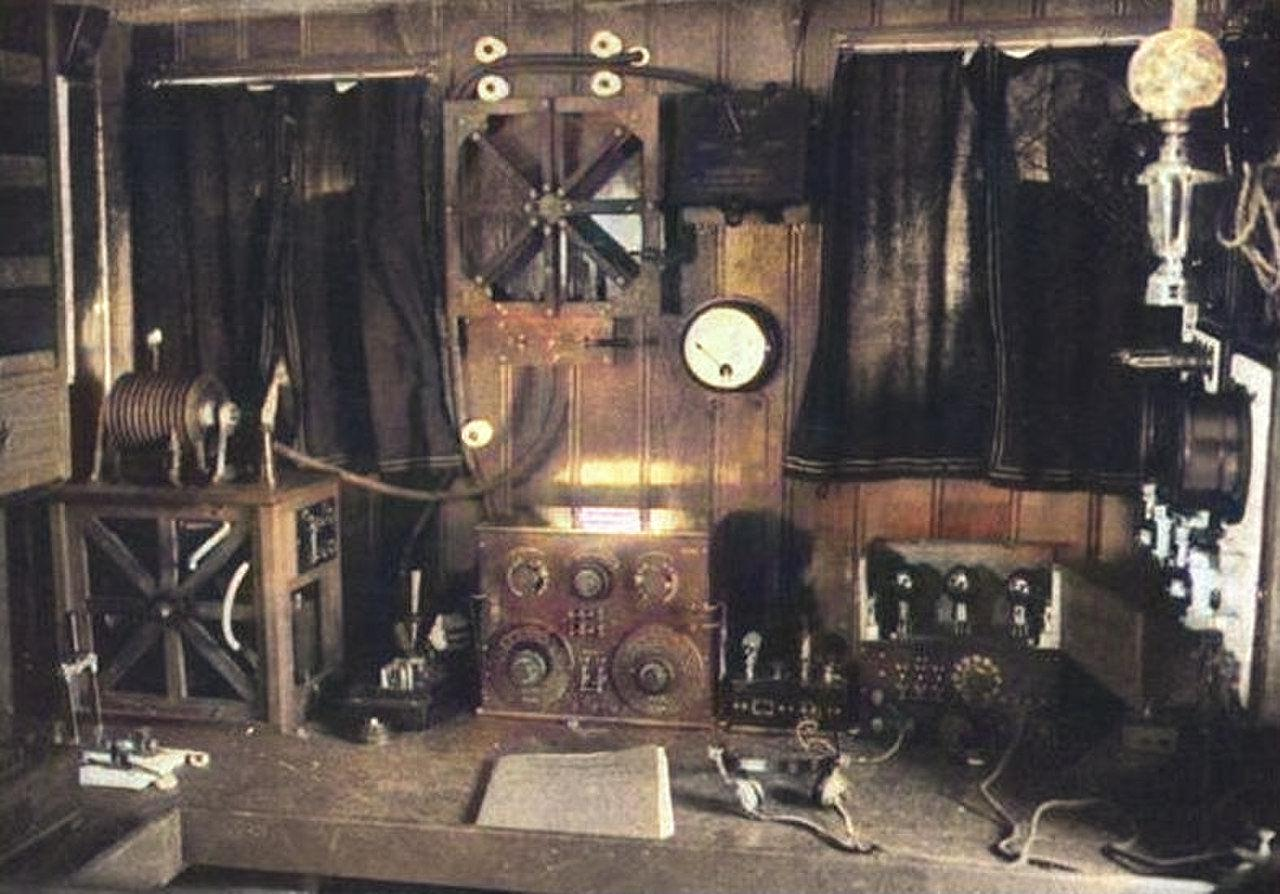
Station radiotélégraphique d'un chalutier.
Émetteur à étincelles à gauche.

## Historique

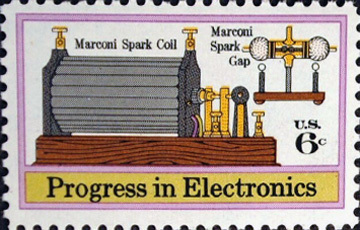
Timbre poste américain.

L'étude de l'histoire de la radio montre que l'émetteur à étincelles a été inventé par plusieurs personnes, souvent concurrentes les unes des autres. En 1862, James Clerk Maxwell prévoit la propagation des ondes radioélectriques dans le vide.
En 1887, David Edward Hughes utilise un éclateur pour produire un signal radioélectrique et couvre une portée de 500 m. Entre 1886 et 1888, le physicien Heinrich Hertz décide de vérifier les prédictions de Maxwell. Hertz emploie un émetteur à étincelles et un détecteur à éclateur consistant en une boucle de fil conducteur connectée à un petit éclateur situé à quelques mètres de l'émetteur. Par une série d'expérimentations en UHF, Hertz vérifie que des ondes électromagnétiques sont produites par l'émetteur : lorsque l'émetteur produit une étincelle, de toutes petites étincelles visibles au microscope apparaissent dans l'éclateur du récepteur.
La première tentative de Reginald Fessenden pour transmettre la parole met en œuvre un émetteur à étincelles produisant environ 10 000 étincelles par seconde. Pour moduler l'émission, il branche un microphone à charbon directement en série sur l'alimentation. Il éprouve beaucoup de difficultés à rendre le son intelligible. Dans le cas d'un émetteur de forte puissance, le microphone devait être refroidi par eau.
Les émetteurs à étincelles à excitation directe produisent des signaux qui occupent des largeurs de bandes très importantes. Étant donné que les systèmes à onde continue, plus efficaces, deviennent plus simples à fabriquer et aussi que les bandes deviennent de plus en plus occupées — augmentant ainsi les risques d'interférences — les émetteurs à étincelles à excitation directe sont remplacés par des dispositifs permettant d'émettre sur une fréquence mieux définie et utilisant une bande plus étroite :
- l'alternateur d'Alexanderson[1] sur les fréquences inférieures à 100 kHz,
- l'émetteur à arcs de Valdemar Poulsen[2] ,
- l'émetteurs par excitation indirecte à ondes amorties.

### Apogée et déclin

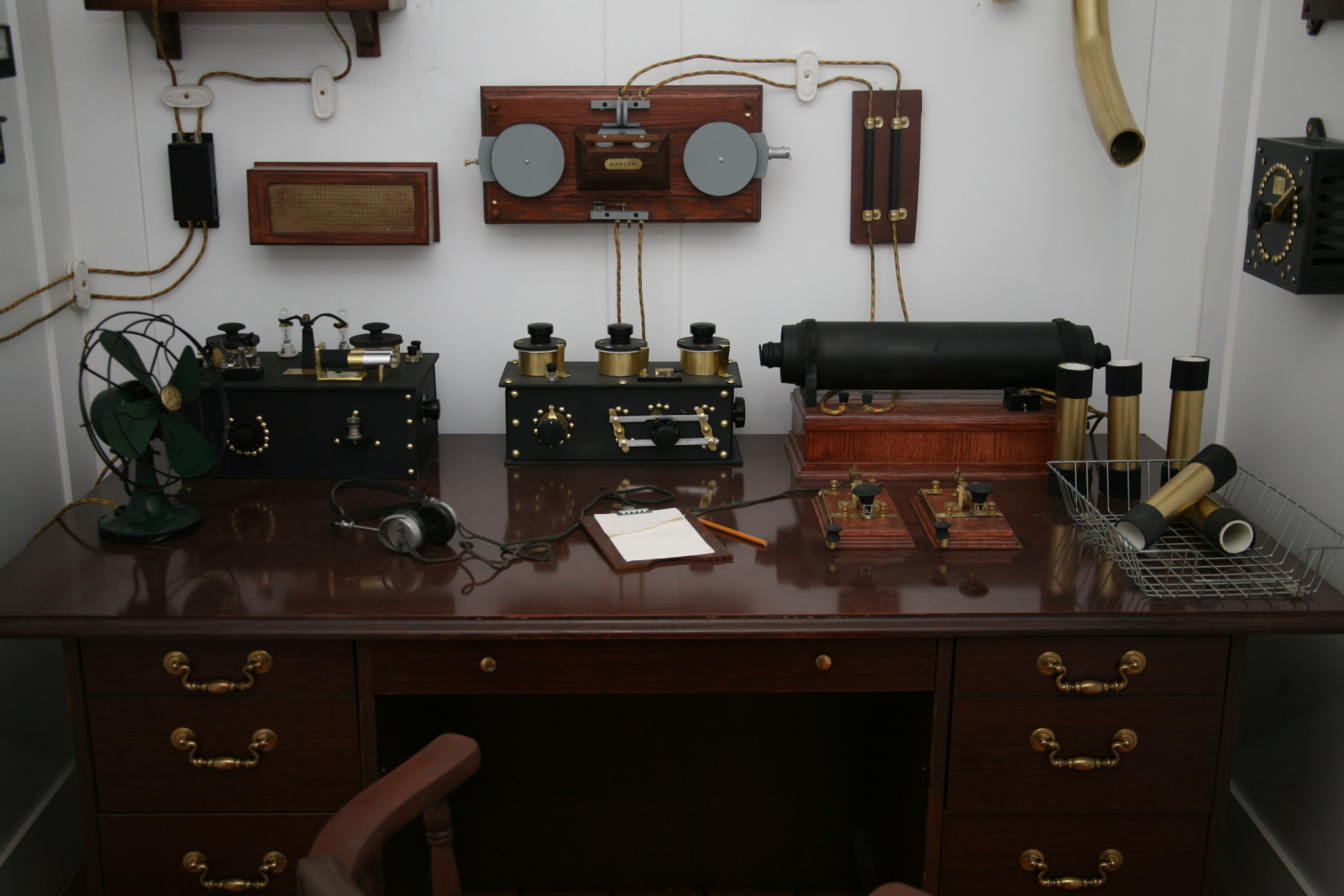
Station radiotélégraphique du Titanic de type Marconi.

En 1905, un émetteur à étincelles extrêmement « sophistiqué » permet d'atteindre des longueurs d'onde entre 250 m (1,2 MHz) et 550 m (545 kHz).
Les longueurs d'onde: 600 mètres, (500 kHz) et 300 mètres, (1 000 kHz) sont choisies pour le trafic maritime en radiotélégraphie puis la longueur d'onde de 450 mètres, (666,66 kHz) pour la radiogoniométrie (positions des navires, des ballons dirigeables, des aéronefs).
Les récepteurs utilisent des détecteurs magnétiques ou des détecteurs électrolytiques puis le fameux poste galène plus sensible.
Les syntoniseurs sont très rudimentaires ou quasiment inexistants. Les tout premiers opérateurs radioamateurs construisent des émetteurs à étincelles de faible puissance à partir de bobines d'allumage automobiles de type Ruhmkorff, provenant de Ford T. Cependant, une station de transmission commerciale classique en 1916 peut comprendre un transformateur de ½ kilowatt, un condensateur à huit cellules et un éclateur à décharges périodiques susceptible de supporter des pointes de courant de plusieurs centaines d'ampères.
Les années qui ont suivi ont vu l'apparition d'émetteurs plus efficaces avec l'alternateur d'Alexanderson et l'émetteur à arcs de Valdemar Poulsen, mais les émetteurs à étincelles gardaient la préférence de la plupart des opérateurs en raison de leur conception simple et aussi parce que la porteuse cessait d'être émise dès que la clef du manipulateur de code Morse était relâchée ce qui permettait d'écouter une réponse éventuelle entre les signaux. De plus, avec les autres modèles d'émetteurs, on ne peut pas contrôler la porteuse aussi aisément et il faut des dispositifs assez élaborés pour moduler la porteuse d'une part, et séparer les antennes d'émission et de réception d'autre part.
Après la Première Guerre mondiale, on commence à trouver des tubes électroniques qui permettent de simplifier ces problèmes si bien que dès les années 1930 la technologie des émissions de la classe B est progressivement abandonnée. Les seuls émetteurs à étincelles opérationnels qui subsistent font partie de l'« héritage du passé » des navires. En effet, malgré l'installation de stations radioélectriques à tubes électroniques, de nombreux navires ont conservé leur émetteur à étincelles — primitif, mais fiable — comme système de secours.
En 1947 : Se déroule la conférence mondiale d'Atlantic City pour répartir les fréquences hertziennes entre les différents utilisateurs et donc pour la recommandation de l'usage des émissions de la classe B ; 
- Dès 1949 : L'usage des émissions de la classe B est interdit dans toutes les stations[4]. (Exceptionnellement, les stations de navire relevant de l’Australie peuvent, lorsqu'elles opèrent à proximité des côtes de leur pays, continuer à utiliser à titre temporaire, sur les fréquences 425 kc/s et 500 kc/s, leurs équipements à ondes amorties actuellement existants).

- Toutefois, la classe B reste admise pour les installations de secours de réserve des stations de navire et pour les équipements des embarcations, radeaux et engins de sauvetage[5].

Les émetteurs à étincelles ou à ondes amorties sont donc exclus des nouvelles bandes de fréquences par un traité international. Les performances des tubes électroniques ont clos l'ère de la radio « électrique ». L'utilisation des émetteurs à étincelles avait donné aux opérateurs le surnom d'« étincelles » (sparks), c'est un vocable qui a survécu longtemps aux émetteurs du même nom.
Longtemps après n'avoir plus été utilisés pour les télécommunications, les émetteurs à étincelles reprennent du service dans les stations de brouillage radio.

## Émetteur à excitation directe

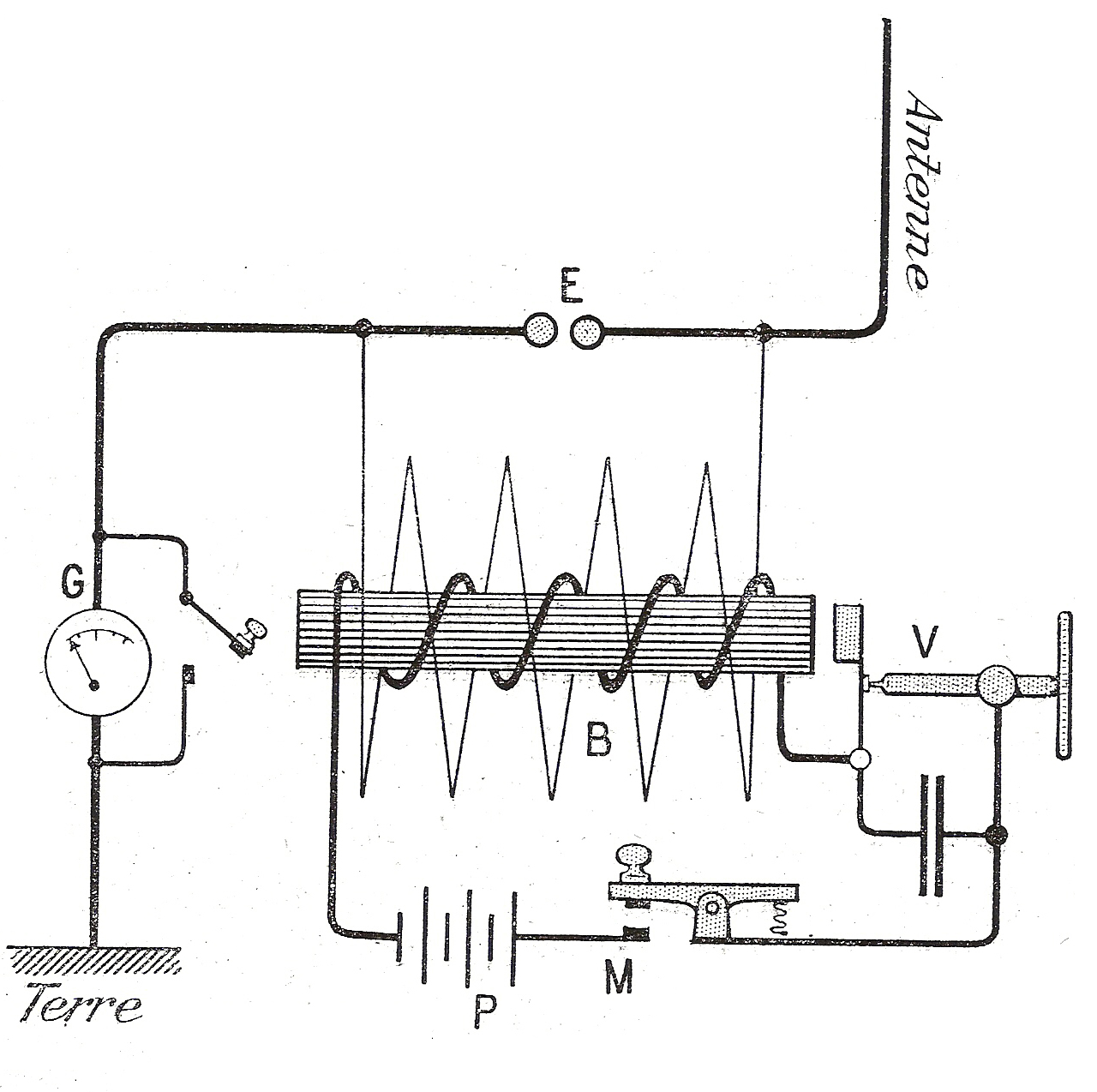
Station radiotélégraphique. Émetteur à étincelles à bobine d'induction de Ruhmkorff.

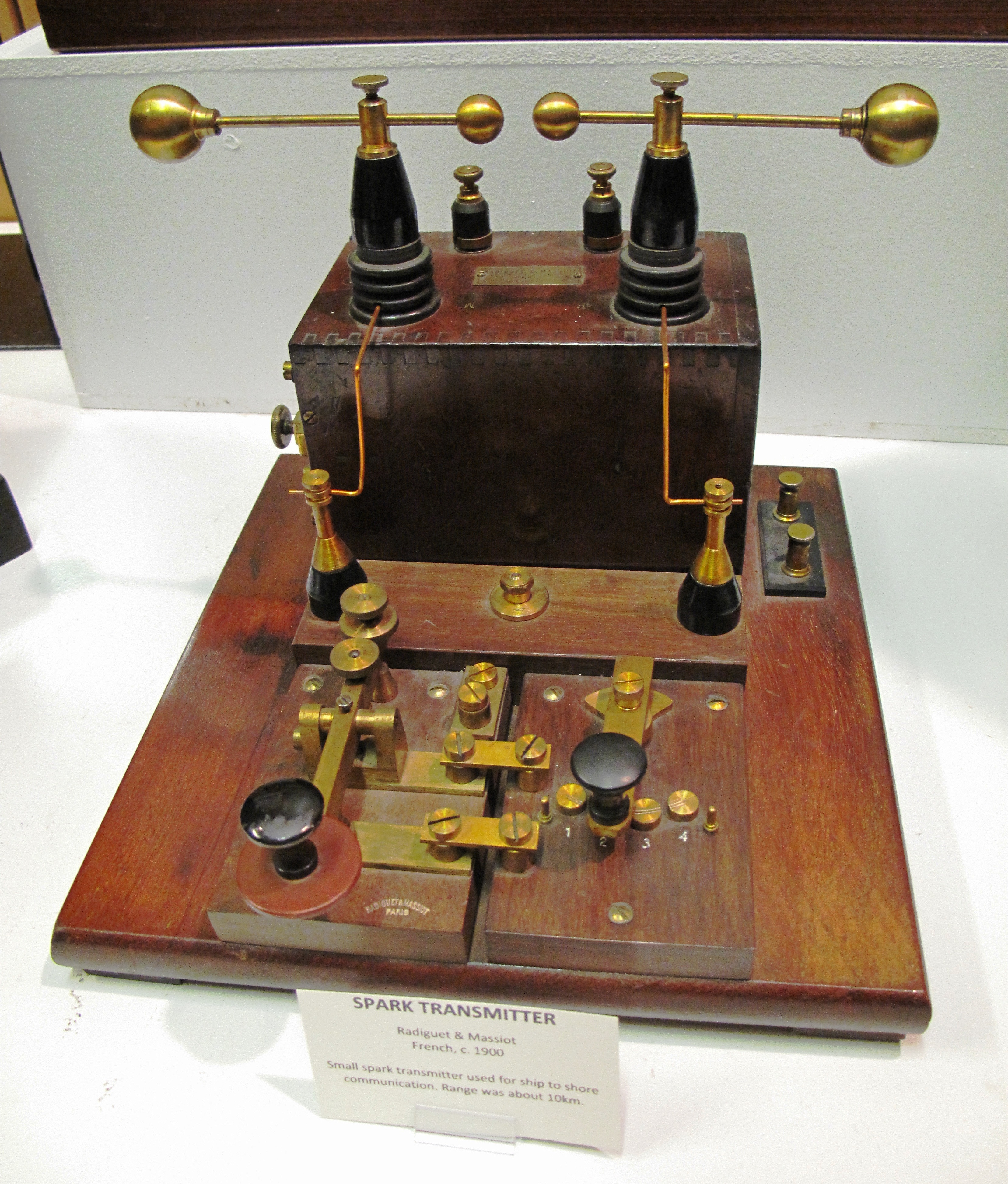
Station radiotélégraphique. Émetteur à étincelles à bobine d'induction de Ruhmkorff.

Le poste à excitation directe comprend, pour la transmission des signaux, une antenne reliée à l'un des pôles d'un éclateur à étincelles E et une prise de terre reliée à l’autre pôle ; une bobine d'induction B à vibrateur V dans l'enroulement de laquelle on envoie le courant d'une batterie d'accumulateurs P. Le courant peut être ouvert et fermé à volonté à l'aide d'un manipulateur télégraphique M. L'enroulement secondaire de la bobine est réuni à l'éclateur.

Lorsqu'on appuie sur le manipulateur, le vibrateur produit des ruptures successives du courant primaire, la force électromotrice induite au secondaire crée entre le sol et l'antenne une différence de potentiel suffisante pour qu'une étincelle jaillisse à l'éclateur. L'antenne se décharge par cette étincelle et oscille ; les oscillations s'amortissent rapidement. Une étincelle suivante jaillit qui provoque à nouveau une série d'oscillations amorties. Un ampèremètre à courants alternatifs G, intercalé sur la prise de terre, permet de mesurer l'intensité du courant oscillant et de régler au mieux la distance des pôles de l'éclateur. Lorsque ce réglage est terminé on peut le mettre en court-circuit.

Pour transmettre un radiotélégramme, on se sert de l'alphabet Morse, dans lequel les lettres sont représentées par des combinaisons de signaux longs ou traits et de signaux courts ou points. À l'aide du manipulateur, on fait correspondre à ces signaux des émissions de séries d'étincelles courtes ou longues.
Au lieu d’une bobine d'induction, on emploie pour produire les étincelles un alternateur A et un transformateur T. On dispose le manipulateur M sur le circuit primaire du transformateur. Comme la hauteur du son perçu au poste récepteur correspond au nombre d'étincelles par seconde, on se sert d'alternateurs dont les fréquences sont des sons musicaux de plusieurs centaines d'oscillations par seconde.
Un poste de transmission utilise ainsi des courants alternatifs de deux fréquences bien différentes. Des courants de basse fréquence, dont le nombre de périodes par seconde est de quelques centaines, ce sont les courants de la bobine d'induction ou de l'alternateur qui charge l’antenne ; des courants de haute fréquence, dont le nombre de périodes par seconde est compris entre 10 000 et trois millions : ce sont les courants oscillants qui parcourent l'antenne lors de la décharge par l'étincelle.
La capacité électrique du condensateur créée par l'antenne et le sol est faible de sorte que pour fournir à l'antenne une forte charge électrique il est nécessaire d'établir entre cette antenne et la terre une grande différence de potentiel, c'est-à-dire de se servir d'étincelles longues. Or on ne peut pas allonger autant qu'on le veut ces étincelles, même en augmentant la puissance de l'alternateur, car une étincelle trop longue est aussi trop résistante et la décharge n'oscille plus.
À bord des navires on utilise habituellement un moteur à courant continu indépendant du circuit de courant continu du bord pour faire tourner un alternateur dont la tension de sortie est élevée à 10 000 V / 14 000 V à l'aide d'un transformateur.
Pour obtenir de grandes puissances, on a recours à l'excitation indirecte.
À la réception, le son produit par les ondes amorties d’un émetteur à excitation directe se rapproche d’un roulement sans tonalité ou d’un crépitement.
Après 1912, ce procédé est encore utilisé plusieurs années dans les stations radioélectriques de navires avec une puissance limitée à 50 watts, puis il est abandonné au profit de l'émetteur à excitation indirecte.

### Marconi

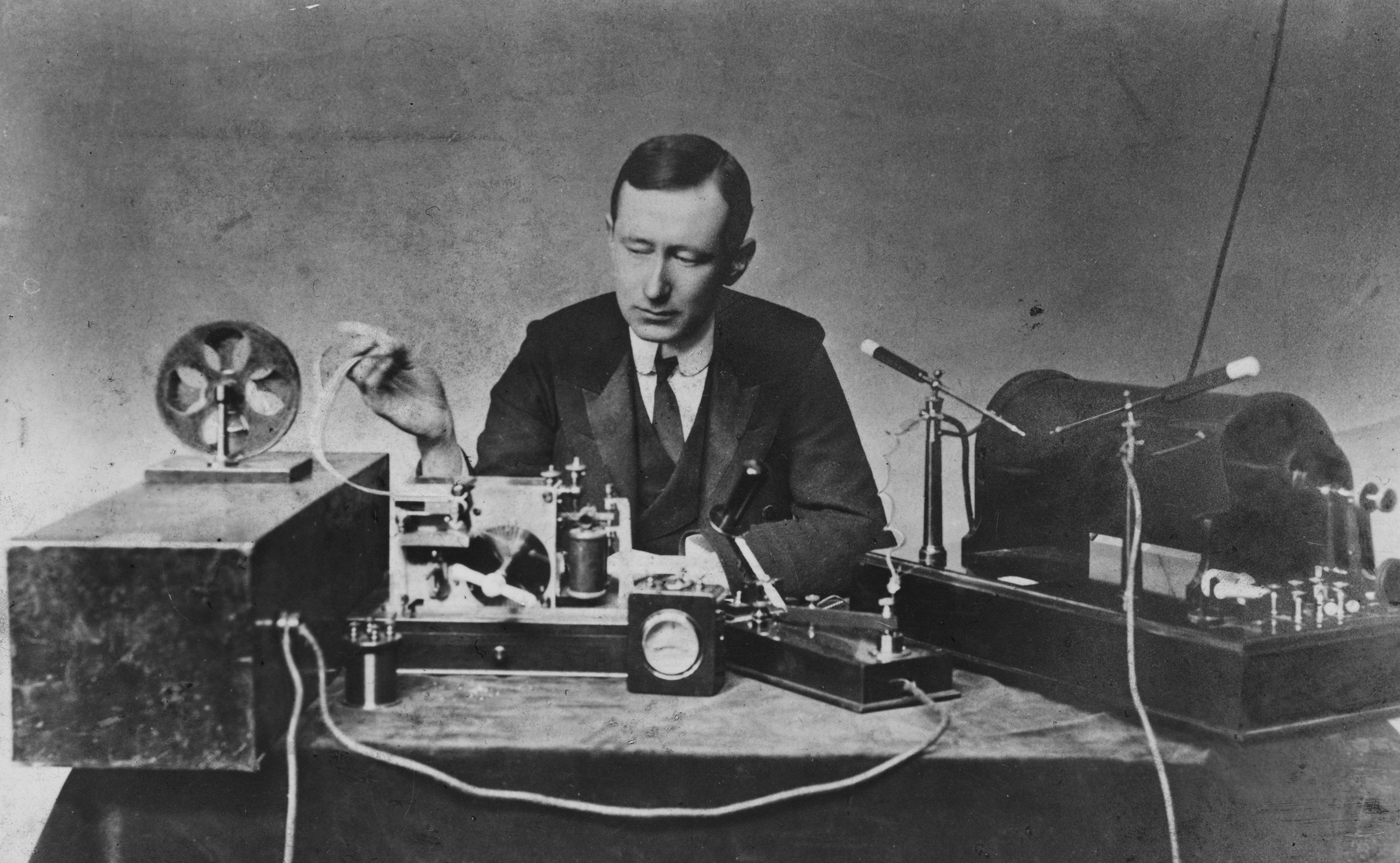
Guglielmo Marconi, émetteur à étincelles à bobine d'induction de Ruhmkorff, en 1901.

Marconi expérimente des transmissions en télégraphie sans fil dès le début des années 1890. En 1895 il réussit une portée de près de trois kilomètres. Son premier émetteur était constitué d'une bobine d'induction, branchée entre le fil d'une antenne et la terre, et d'un éclateur connecté en parallèle avec la bobine. À chaque fois que la bobine d'induction est excitée, l'antenne se charge temporairement à des dizaines (voire des centaines) de kilovolts jusqu'à ce que l'éclateur produise un arc. Il se comporte comme un interrupteur en reliant l'antenne chargée à la terre et en produisant ainsi une rafale très brève de rayonnement électromagnétique.
Bien que ce système fonctionne suffisamment bien pour démontrer qu'il est possible de communiquer en télégraphie sans fil, il présente tout de même de graves défauts. Le problème principal est que la valeur de la puissance émise dépend directement de la charge électrique que l'antenne peut supporter. Comme la capacité d'une antenne est relativement faible, la seule façon d'obtenir une puissance suffisamment élevée est d'augmenter considérablement la tension électrique de charge. Du coup, en raison des hautes tensions utilisées, les transmissions sont impossibles en cas de pluie, ou en cas d'humidité atmosphérique importante. De plus, ces tensions élevées obligent à utiliser un éclateur de grande dimension avec une très forte résistance électrique ce qui fait que la plus grande partie de l'énergie est perdue dans le chauffage de l'air contenu dans l'éclateur.
En raison de la durée très brève de chaque rafale de rayonnement électromagnétique le système génère un signal « sale » de très mauvaise qualité en termes de pureté qui, de ce fait, est quasiment impossible à filtrer pour que l'opérateur puisse écouter une autre station. Malgré cela, Marconi réussit à intéresser suffisamment l'amirauté britannique aux systèmes existants, pourtant très embryonnaires, pour faire financer un système commercial de télégraphie sans fil entre les États-Unis et l'Europe. Le matériel utilisé est alors très sensiblement amélioré.
L'émetteur radiotélégraphique à ondes amorties par excitation directe avec alternateur est utilisé en 1901 par Marconi pour effectuer la première liaison transatlantique entre Terre-neuve et les Cornouailles.

### Avantage de l'excitation directe
L'émetteur d'ondes radioélectriques à excitation directe a l'avantage d'être très simple, seul l’éclateur est à régler. (La fréquence d'émission est prédéterminée par la résonance de l'antenne radioélectrique avec la prise de terre).

### Inconvénient de l'excitation directe
L'émetteur à étincelles à excitation directe ne fonctionne plus dès que les isolateurs d'antenne radioélectrique sont humides et en cas de : 
- tempête ;
- chutes de pluie ;
- grêle ;
- chutes de neige ;
- variation rapide de la température ;
- rosée ;

- la puissance de l'émetteur à excitation directe est limitée par la capacité électricité et l'isolement électrique de l'antenne ;
- ces émetteurs ont l'inconvénient de rayonner sur une large bande de fréquence déterminée par l'antenne avec une émission très riche en harmoniques ;
- l'antenne dérive en fréquence ;
- signal de très mauvaise qualité comme un bruit de fond modulé[7],[8].
- En raison d'une arrivée d'antenne sans couplage et d'une décroissance trop rapide de l'oscillation, l'impulsion radioélectrique occupe une large bande de fréquence.

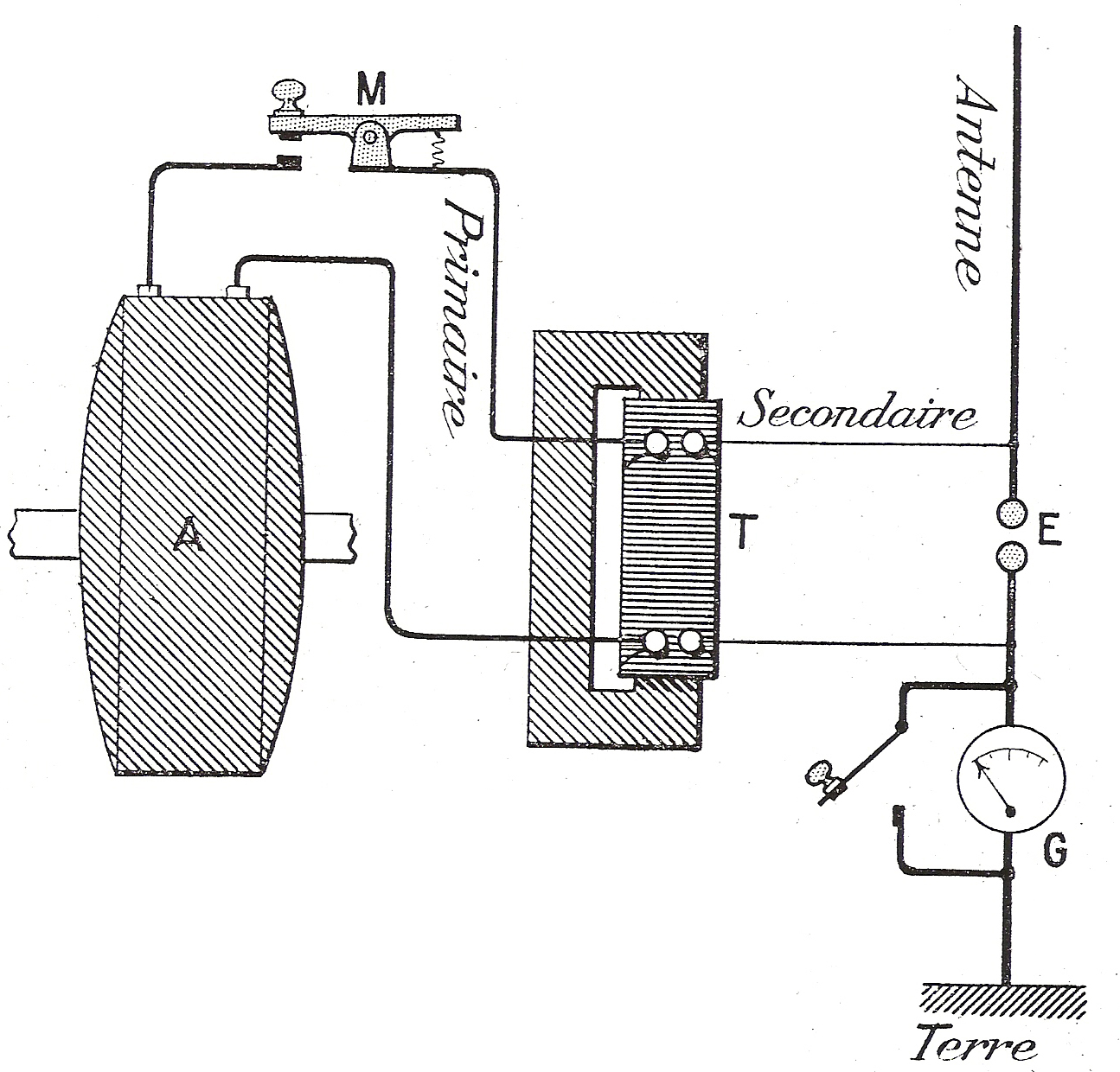
Station radiotélégraphique Émetteur à étincelles, alternateur et transformateur.
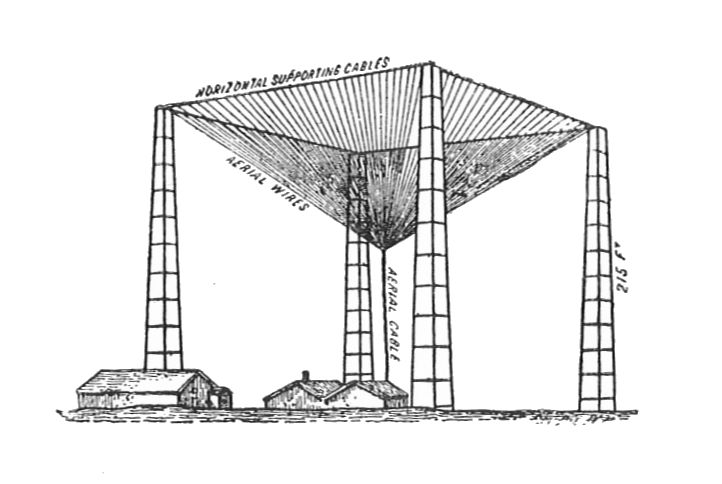
Antenne radioélectrique d'émetteur à étincelles à excitation directe.
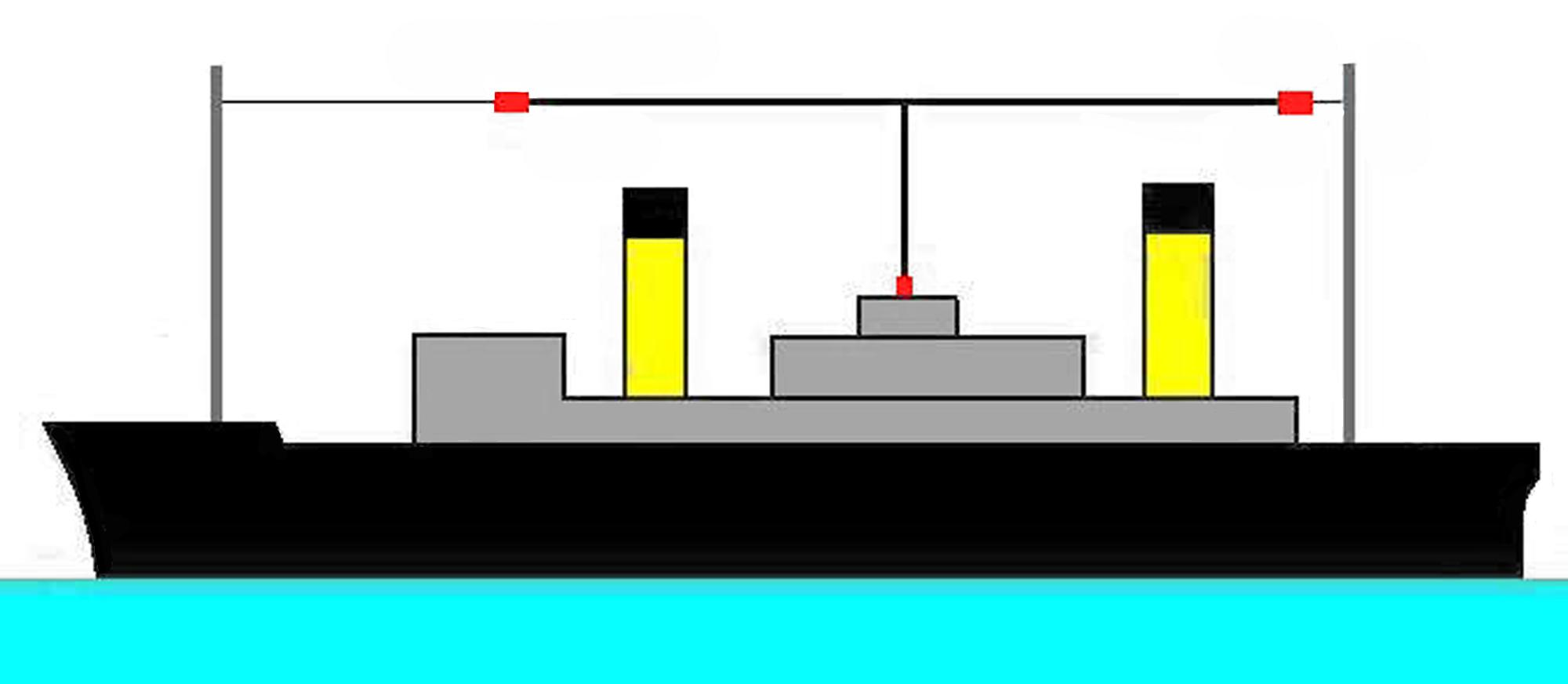
Antenne en T d'émetteur à étincelles soutenue entre des pylônes par des isolateurs.

## Émetteur par excitation indirecte
Principe de l'émetteur à ondes amorties par excitation indirecte.

On fait résonner un circuit oscillant comprenant une bobine ou self, un condensateur et par un éclateur l'envoi d'impulsions électrique pour créer des oscillations amorties.
Les oscillations amorties sont transmises par couplage à l'antenne radioélectrique en T.
L’installation radioélectrique permet d'émettre sur une fréquence mieux définie et utilisant une bande plus étroite.

### Développement
Nikola Tesla invente son système radioélectrique en 1893 et développe plus tard un émetteur à « ondes amorties » qui produit une porteuse beaucoup plus cohérente en créant bien moins d'interférences tout en présentant une meilleure efficacité. De plus, le système — indépendant du taux d'humidité de l'air — peut être utilisé quelles que soient les conditions météorologiques.
Tesla poursuit l'adaptation de ses technologies haute tension et haute fréquence à la radio. En couplant la bobine de réception sur la fréquence de la bobine de l'émetteur, il montre que la réception peut être considérablement améliorée grâce à ce système résonant. Tesla est l'un des premiers à faire breveter un système fiable de production des ondes radio, « Method of Operating Arc-Lamps » (Mode opératoire des lampes à arc) le 10 mars 1891. Tesla est aussi à l'origine de différents éclateurs rotatifs, à refroidissement et à étincelles amorties, supportant des puissances élevées.

### Principe de fonctionnement
Principe de l'émetteur à ondes amorties par excitation indirecte.

Dans sa forme la plus élémentaire, un émetteur à étincelles (type par excitation indirecte) comporte un éclateur connecté à travers un oscillateur composé d'un condensateur et d'une inductance soit en série, soit en parallèle. Dans un circuit d'émission classique, une source haute tension (représentée sur le schéma par une batterie d'accumulateurs, mais qui est en réalité un transformateur haute tension) charge un condensateur (C1 sur la figure) à travers une résistance jusqu'à ce que l'éclateur crée une décharge ; enfin une impulsion de courant passe à travers le condensateur (C2 sur la figure). Le condensateur et l'inductance forment un circuit oscillant. Après avoir été excité par l'impulsion de courant, l'oscillation décroît rapidement parce que son énergie est émise par l'antenne long-fil et sans variomètre d’antenne (double self variable à volonté) ou d'une arrivée d'antenne sans couplage l'oscillation radioélectrique peut occuper une large bande de fréquence.
Pour un signal (rayonné par l'antenne) d'une durée de 50 oscillations radioélectrique créée par une impulsion de courant, la fréquence radioélectrique est émise dans une bande de fréquence de 1/50 de la fréquence d'émission, le signal occupe une bande de fréquence de 10 kHz sur la fréquence de 500 kHz et
 pour un signal (rayonné par l'antenne) d'une durée de 5 oscillations radioélectrique créée par une impulsion de courant, la fréquence radioélectrique est émise dans une bande de fréquence de 1/5 de la fréquence d'émission, le signal occupe une bande de fréquence de 100 kHz sur la fréquence de 500 kHz.
Circuit LC permettent d'émettre sur une fréquence définie:
- Le condensateur C2 et l'inductance L forment un circuit oscillant radioélectrique permettent d'émettre sur une fréquence définie et utilisant une bande de fréquence.

- La fréquence de résonance {\displaystyle f_{0}} en hertz du circuit d'accord, L en henry, C en farad : {\displaystyle f_{0}={1 \over {2\pi {\sqrt {LC}}}}}

- Pour qu'il y ait résonance, la résistance R en ohm du circuit d'accord doit être la plus faible possible : {\displaystyle R\leq {\sqrt {4L \over {C}}}}

Le rôle de l'éclateur est de se comporter, dans un premier temps, comme une forte résistance électrique qui permet la charge du condensateur. Ensuite, quand la tension de claquage est atteinte, sa résistance décroît brutalement et le condensateur se décharge. La décharge à travers l'arc (étincelle) prend la forme d'une oscillation amortie dont la fréquence est déterminée par le circuit de résonance inductance L / condensateur C2 couplé avec l’antenne qui constitue le circuit rayonnant.
Une émission en ondes amorties est donc composée d’une série de trains d’ondes et s’il y a n décharges par seconde du condensateur dans le circuit oscillant, l’émission comportera des oscillations de n trains d’ondes par seconde et à la réception, on entendra après détection un son de hauteur n.

Schéma d'un émetteur à ondes amorties.

La puissance mise en jeu dans le circuit oscillant émetteur est : P = ½•C1•U12•n
- P : en watts.
- C1 : en farads.
- U1 : en volts (tension appliquée au condensateur C1).
- n : nombre de décharges du condensateur C1 par seconde.

Exemple : C1 de 2 microfarad, U1 de 1000 volts, n de 400 décharges par seconde, P sera de 400 watts dans le circuit L C2 (à la réception, le signal est comparable à de la télégraphie type A2A modulé en 400 Hz). À la réception des ondes amorties d’un émetteur à excitation indirecte, l’écoute se rapproche de la tonalité saccadée d’une flûte .
Le condensateur peut être chargé, soit par du courant alternatif, soit par du courant continu « haché », élevé à la valeur de tension voulue.
On désigne le « type d'ondes amorties » par la lettre B (avant 1982) : ondes composées de séries successives d'oscillations dont l'amplitude, après avoir atteint un maximum, diminue graduellement, les trains d'ondes étant manipulés suivant un code télégraphique. Ce procédé est à présent abandonné.

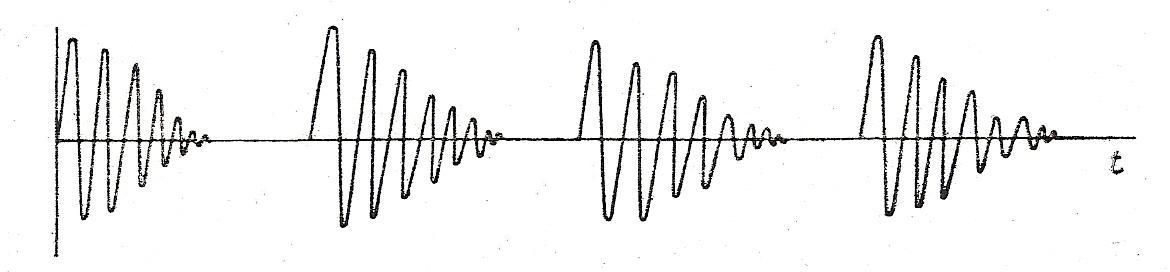
Trains d’ondes amorties radiotélégraphiques créés par un émetteur à ondes amorties.

### Émetteur à ondes amorties de bord

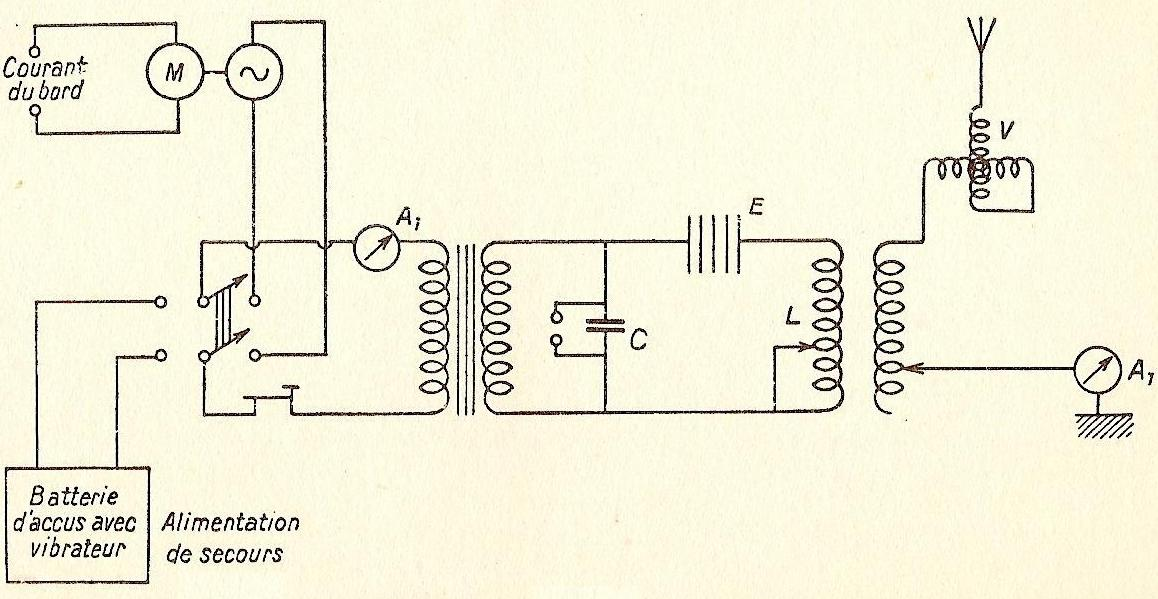
Station radiotélégraphique type : émetteur à ondes amorties.

L'émetteur radiotélégraphique de bord est alimenté par le même alternateur et transformateur que l'émetteur à arc qu'il remplace. L’alternateur est monté en bout d’arbre avec le moteur M alimenté par la dynamo du bord. Cette dynamo se trouve dans la salle des machines et risque par conséquent d’être noyée prématurément en cas d'avarie grave, c’est pourquoi il est prévu une alimentation de secours à « vibrateur » qui peut être branchée grâce à l’inverseur. Cette alimentation de secours doit obligatoirement se trouver dans les parties élevées du navire.
A1 (de gauche) est un ampèremètre qui permet de mesurer le courant primaire ;

At (de droite) est l’ampèremètre thermique d’antenne ;

V est le variomètre d’antenne (double self variable à volonté) permettant de parfaire le réglage de celle-ci sur la longueur d’onde désirée, jusqu’à ce que l'ampèremètre thermique d'antenne At (de droite) indique une intensité maximum.
La bobine L utilise comme condensateur le volume de l'espace entre les spires, et entre le circuit d'antenne et la Masse (électricité) ; seule la bobine L est accordable (sans condensateur visible).
Le vibrateur fournit du courant continu haché permettant d’utiliser un transformateur élévateur de tension à partir de sources à basse tension.
Ce matériel est simple et robuste, avec un rendement d'environ 50 %. Cependant ces émetteurs ont l'inconvénient de rayonner sur une large bande de fréquence avec une émission très riche en harmoniques et dérivent en fréquence. Ce procédé est à présent abandonné.
Émetteur à ondes amorties de bord (marine)
Dès 1913 l'émetteur radiotélégraphique à ondes amorties de bord (marine) travaille sur des longueurs d'onde normalisées : 775 mètres (387 kHz), 750 mètres (400 kHz), 725 mètres (414 kHz), 700 mètres (428,5 kHz), 650 mètres (461,5 kHz), 600 mètres (500 kHz). Les petits bateaux ne pouvant pas travailler en radiotélégraphie sur la longueur d'onde de 600 mètres utilisent la longueur d'onde de 300 mètres (1 000 kHz).

Dès 1949, les dernières stations de navire a onde amortie travaillaient sur les fréquences normalisées: de 425 kHz et de 500 kHz ,.
 
En plus du poste émetteur normal, le navire doit avoir à son bord un poste de secours pouvant être à onde amortie 

un poste de secours d'une portée de 80 milles (148 km) pour les stations radios des paquebots (stations radios de première classe)

un poste de secours d'une portée de 50 milles (92 km) pour les stations radios des autres navires (stations radios de deuxième classe).
Émetteur à ondes amorties de bord (aéronautique).
En aéronautique, (ballons dirigeables, aéronefs), l'émetteur à ondes amorties de bord opère sur la longueur d'onde de 900 mètres (333,3 kHz), sur la longueur d'onde de 450 mètres (radiogoniométrie) et au-dessus des mers sur les canaux marines de 775 à 600 mètres. En vol, on déroulait une antenne pendante filaire longue de 120 à 450 mètres pour établir les radiocommunications aéronautiques avec un poste radiotélégraphique aéronautique type S1 ou un poste radiotélégraphique aéronautique type C.O.K. 12 de 12 canaux de 500 W. Proche du sol cette antenne est rembobinée sur un touret à manivelle. À l'extrémité de l'antenne pendante un plomb de lestage porte l'indicatifs radio  de l'aéronef.

### Émetteur à bobine de Ruhmkorff

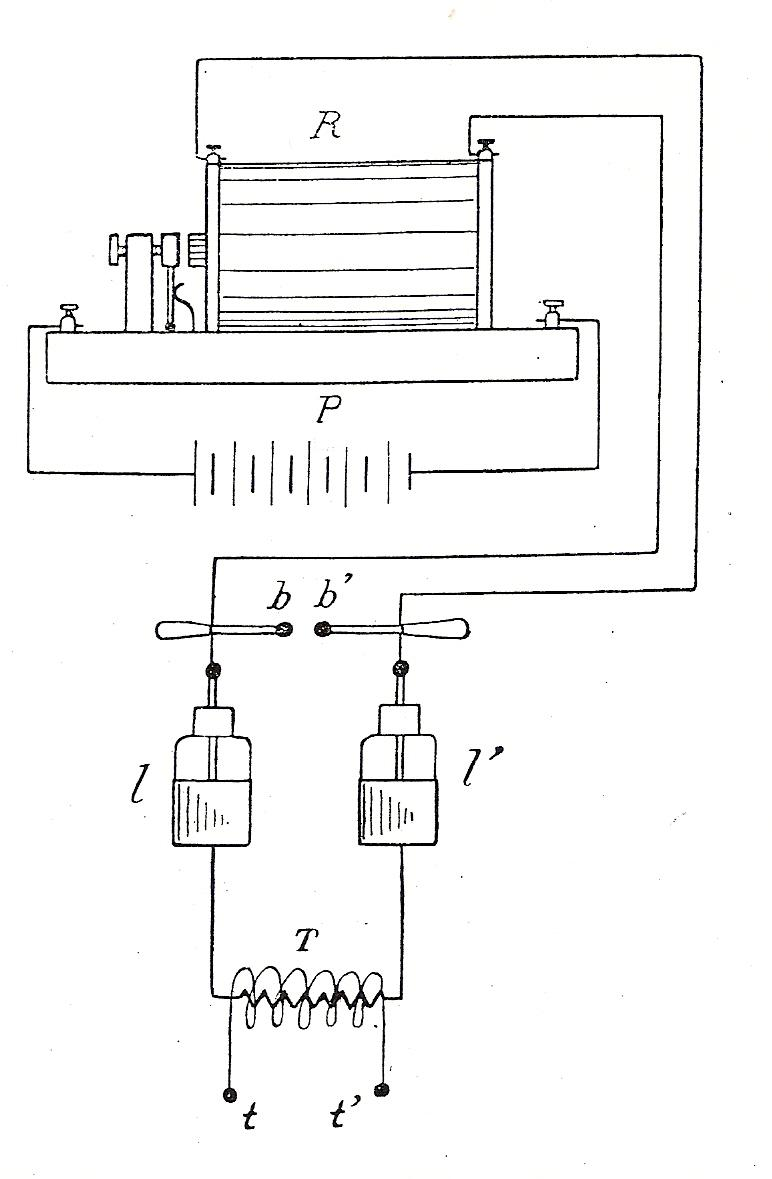
Émetteur à bobine de Ruhmkorff.

Principe de l'émetteur à bobine de Ruhmkorff par excitation indirecte.
Une variation de champ magnétique induit dans l'enroulement secondaire une tension dont la valeur est proportionnelle au rapport du nombre de spires. Ce qui permet d'obtenir une tension de plusieurs kilovolts qui produit une étincelle entre les bornes sphériques de l'éclateur b et b'. La formation de l'étincelle se traduit par la formation d’oscillations électriques dans le circuit capacité l et l' suivi d’une bobine T, et on constate que ce circuit résonateur « TL » est le siège d’oscillations électriques amorties. 

Les oscillations électriques sont transférées par les bornes t et t' à une antenne radioélectrique qui permet d'émettre l'onde radio électromagnétique.

Le fonctionnement d'un émetteur à étincelles type bobine Tesla est simple mais présente des problèmes techniques importants en raison des courants d'induction électromagnétiques très forts au moment de l'étincelle qui provoquent un défaut d'isolation dans le primaire du transformateur. Pour éviter ce problème, la fabrication de systèmes, même de faible puissance, doit être de très grande qualité. Notons aussi qu'un système à onde amortie est très gourmand en bande passante ce qui limite énormément le nombre de stations pouvant opérer en même temps sans se gêner.

L'émetteur à bobine d'induction de Ruhmkorff ne permet pas de mettre en jeu une grande puissance.

À la réception des ondes amorties d’un émetteur à Bobine de Ruhmkorff, l’écoute se rapproche d’une manipulation de roulement sans tonalité.

#### Émetteur radiotélégraphique à bobine de Ruhmkorff

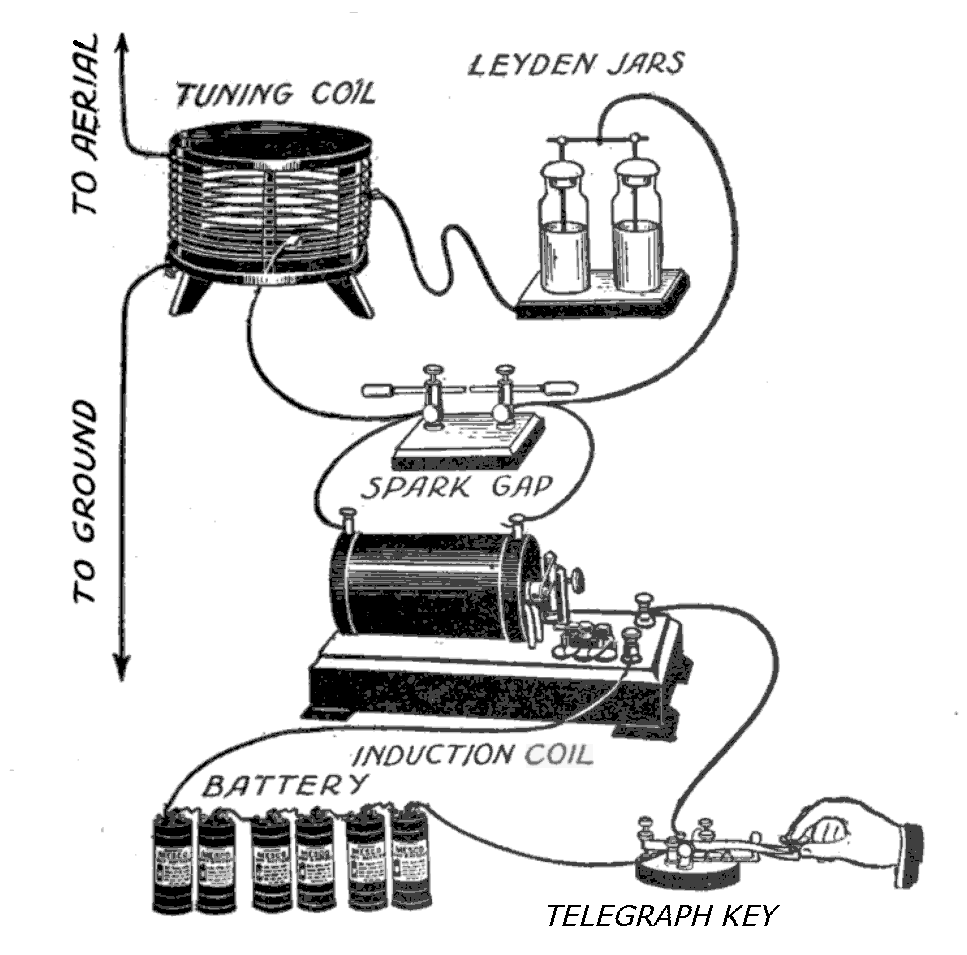
Émetteur radiotélégraphique à bobine de Ruhmkorff à onde amortie.

L'aspect industriel de l'émetteur radiotélégraphique à bobine de Ruhmkorff.
En 1902, depuis le phare du Stiff, Camille Tissot fait des essais sur la station Ouessant TSF avec un  récepteur radio à cohéreur et un émetteur à Bobine de Ruhmkorff à deux boules. Cette station à une portée radiotélégraphiques de 80 km avec une flotte de 14 navires en mer et avec Brest.
En 1912 en plus de l'émetteur principale à étincelles ou à arc, (comme le Titanic) de nombreux navires étaient équipés d'un émetteur de secours à bobine de Ruhmkorff d'une puissance de quelques dizaines de watts).

Schéma de la station radiotélégraphique du Titanic
Le schéma type d'un émetteur radiotélégraphique de faible puissance à onde amortie montrant les composants électriques utilisés.
Glossaire
- Aerial – Antenne long-fil - Antenne en T
- Tuning coil – Bobine (électricité)
- Leyden jars – Bouteille de Leyde
- Spark gap – Éclateur
- Induction coil – Bobine de Ruhmkorff
- Telegraph key – Manipulateur morse
- Battery – Pile électrique

## Éclateur

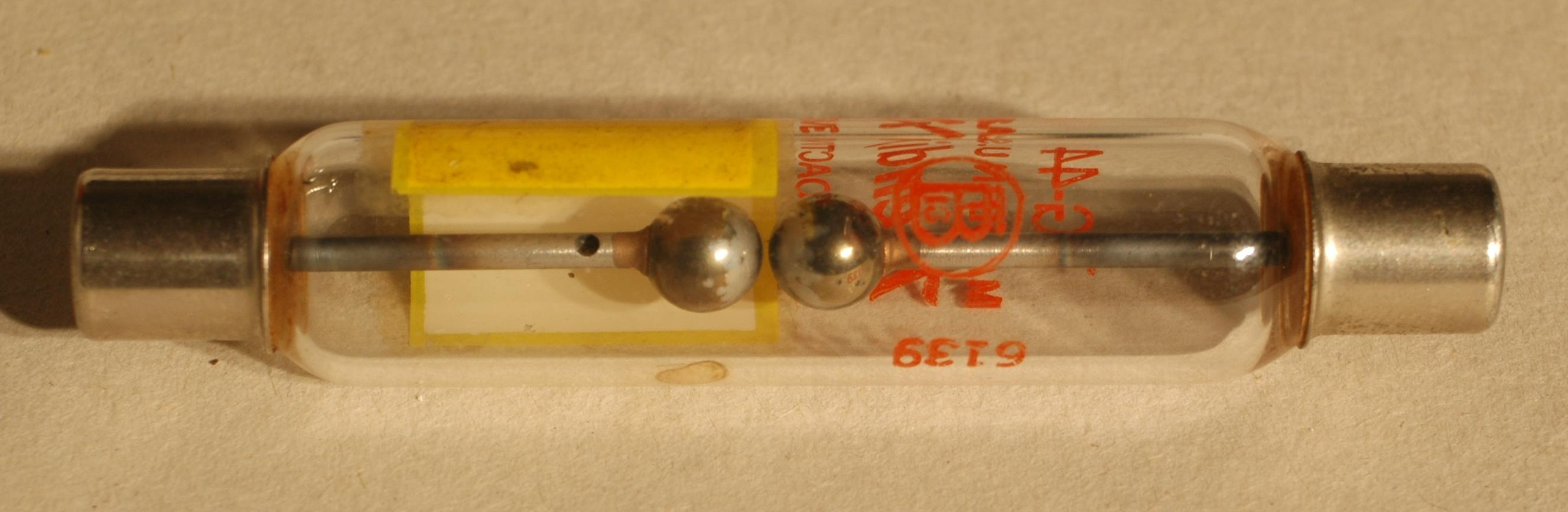
Un éclateur.

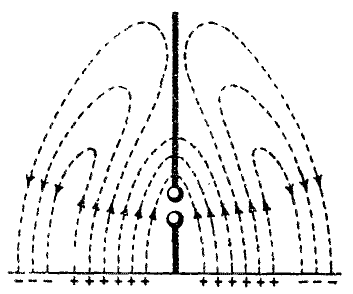
Éclateur, antenne radioélectrique, prise de terre, rayonnement radioélectrique.

L'éclateur pour les petites puissances est constitué de deux boules polies et propres ; mais ces boules s'altèrent et s'échauffent trop pour les puissances plus grandes.
Un éclateur simple se compose de deux électrodes conductrices dont l'espace interélectrode est immergé dans un gaz (l'air le plus souvent). Lorsqu'on applique une haute tension suffisante, une étincelle se forme dans l'espace entre les deux électrodes, cette étincelle ionise le gaz du milieu réduisant ainsi brutalement sa résistance électrique à un niveau très faible. Un courant électrique traverse alors le gaz jusqu'à ce que le chemin de gaz ionisé se casse ou que la valeur du courant descende en deçà d'une valeur appelée « courant de maintien ». Ceci a lieu d'habitude lorsque la tension entre les électrodes chute suffisamment, mais peut aussi être provoqué en refroidissant le chemin de l'étincelle ou encore en séparant physiquement les électrodes l'une de l'autre. En « cassant » ainsi la conductivité du gaz ionisé le condensateur peut se recharger et le cycle charge–décharge recommence. L'ionisation du gaz est à la fois brutale et violente (disruptif) et crée un son très sec allant du simple claquement pour une bougie d'allumage automobile à une véritable déflagration dans le cas d'un espace interélectrode important. À ce moment, l'éclateur produit également de la lumière et de la chaleur. Il est bon d'autre part, d'envoyer sur l'étincelle un courant d’air : on chasse ainsi la flamme qui entoure la véritable étincelle et celle-ci oscille beaucoup plus facilement.

### Construction
Les premiers éclateurs montés dans les émetteurs radio sont de fabrications différentes selon la puissance mise en œuvre. Certains sont relativement simples et formés de plusieurs éclateurs à écartement fixe montés en série, d'autres sont sensiblement plus complexes. Parce que les électrodes sont très chaudes et érosives, leur refroidissement et leur usure sont une préoccupation constante. De plus, la puissance des émetteurs augmentant, apparaît le problème de l'« étouffement » de l'arc.
Par « étouffement » on entend le fait d'éteindre l'arc précédent formé dans l'éclateur. Ceci est infiniment plus délicat que d'envisager l'interruption simple de l'arc. À froid, un éclateur ne produisant pas d'étincelles ne contient pas de gaz ionisé. Une fois que la tension de rupture est atteinte entre les deux électrodes, les molécules de gaz de l'espace interélectrode sont extrêmement ionisées selon un chemin créant un arc électrique très chaud, ou plasma, qui consiste en un grand nombre d'ions ou d'électrons libres situés entre les deux électrodes. La chaleur de l'arc rend incandescente une partie des électrodes ce qui contribue à la création d'électrons libres par émission thermoïonique, ainsi que la création de vapeur de métal. Le mélange des ions et des électrons libres dans le plasma est extrêmement conducteur ce qui conduit à une chute importante et brutale de la résistance électrique dans l'espace interélectrode. Cet arc très conducteur permet la naissance d'oscillations dans le circuit LC. En revanche, le courant oscillant entretient l'arc jusqu'à ce qu'il soit étouffé, et pendant ce temps, le condensateur ne peut pas être rechargé pour l'impulsion suivante.

### Étouffement de l'arc
Il existe différentes méthodes pour étouffer un arc :
- un jet d'air comprimé qui refroidit, allonge puis « souffle » le plasma ;
- le multi-plate discharger de Max Wien pour refroidir les arcs des émetteurs à étincelles de moyenne puissance est plus connu sous le nom d'« étincelle sifflante » (whistling spark) en raison de leur signal caractéristique ;
- l'usage d'un gaz différent, l'hydrogène par exemple, qui éteint l'arc plus efficacement car le refroidissement des électrodes est meilleur ;
- un champ magnétique produit soit par deux aimants permanents, soit par les pôles d'un électroaimant, orientés à angle droit par rapport à l'espace interélectrode, qui étirent et refroidissent l'arc.

### Éclateur à décharges périodiques
L'extinction des arcs sur des émetteurs de plus en plus puissants a conduit au développement de l'éclateur à décharges périodiques. Ce système est utilisé avec une alimentation en courant alternatif qui produit des étincelles plus régulières et autorise des puissances supérieures aux émetteurs à étincelles conventionnels. Le dispositif comporte un disque rotatif interne qui est muni d'électrodes à sa périphérie qui viennent se placer face à des conducteurs situés sur la partie fixe autour du disque. Chaque fois qu'une des électrodes du disque se trouve dans l'alignement d'un des contacts sous haute tension, un arc apparait. En raison de la rotation du disque cet arc est rapidement étiré, puis refroidi et éteint.
Les éclateurs à décharges périodiques peuvent opérer en mode synchrone ou asynchrone. L'éclateur synchrone est piloté par un moteur synchrone à courant alternatif tournant à une vitesse fixe, et le rythme de production des étincelles est directement lié à la forme d'onde du courant alternatif qui recharge le condensateur du circuit oscillant final. Le point de l'onde correspondant au moment où les éclateurs sont au plus près peut être modifié en ajustant la position du rotor sur l'axe du moteur par rapport aux contacts du stator. En ajustant convenablement l'éclateur, l'arc ne sera produit que sur un pic de tension d'alimentation. Le taux de rupture est donc fixé à deux fois la fréquence d'alimentation soit, en général, de 100 à 120 ruptures par seconde. Les émetteurs à étincelles synchrones — lorsqu'ils sont convenablement réglés — délivrent la plus grosse partie de l'énergie à l'antenne. Cependant, l'usure progressive des électrodes modifie le point de déclenchement de l'arc ce qui complique la maintenance de ces équipements.
Les éclateurs asynchrones sont beaucoup plus courants. Dans ce cas, la vitesse de rotation du moteur est indépendante de la forme d'onde de la tension d'alimentation. Les éclateurs asynchrones fonctionnent très bien et sont beaucoup plus faciles à entretenir que les éclateurs synchrones. En augmentant le nombre des électrodes, ou en accroissant la vitesse de rotation du moteur, on peut atteindre des taux de rupture supérieurs à 400 ruptures par seconde. Étant donné que l'on peut obtenir un nombre d'étincelles supérieur au nombre d'inversions de polarité de la tension d'alimentation, le condensateur du circuit oscillant de puissance peut être chargé et déchargé plus rapidement que dans le cas d'un éclateur synchrone. En revanche, les décharges se produiront à des tensions différentes et inférieures à celles d'un pic de tension d'un éclateur synchrone.
Les éclateurs rotatifs permettent également de modifier la tonalité de l'émetteur car, soit en changeant le nombre d'électrodes, soit en faisant varier la vitesse de rotation du rotor, la fréquence de production des étincelles est modifiée. Ce changement est perceptible avec des récepteurs équipés des filtres appropriés, et ainsi l'opérateur est capable de distinguer les signaux d'émetteurs différents opérant sur la même fréquence. Classiquement, un émetteur à décharges périodiques de forte puissance fonctionne à l'aide d'un disque rotatif de 20 cm à 60 cm de diamètre, muni de 6 à 12 pointes qui permettent de commuter plusieurs milliers de volts.
La sortie d'un éclateur à décharges périodiques est commutée par un manipulateur de télégraphie spécial placé dans la ligne d'alimentation du système producteur de haute tension. Le manipulateur est muni de contacts importants pour supporter les courants élevés — qui peuvent être supérieurs à 20 A — du primaire basse tension du système d'alimentation.

## Postes radiotélégraphiques en 1922

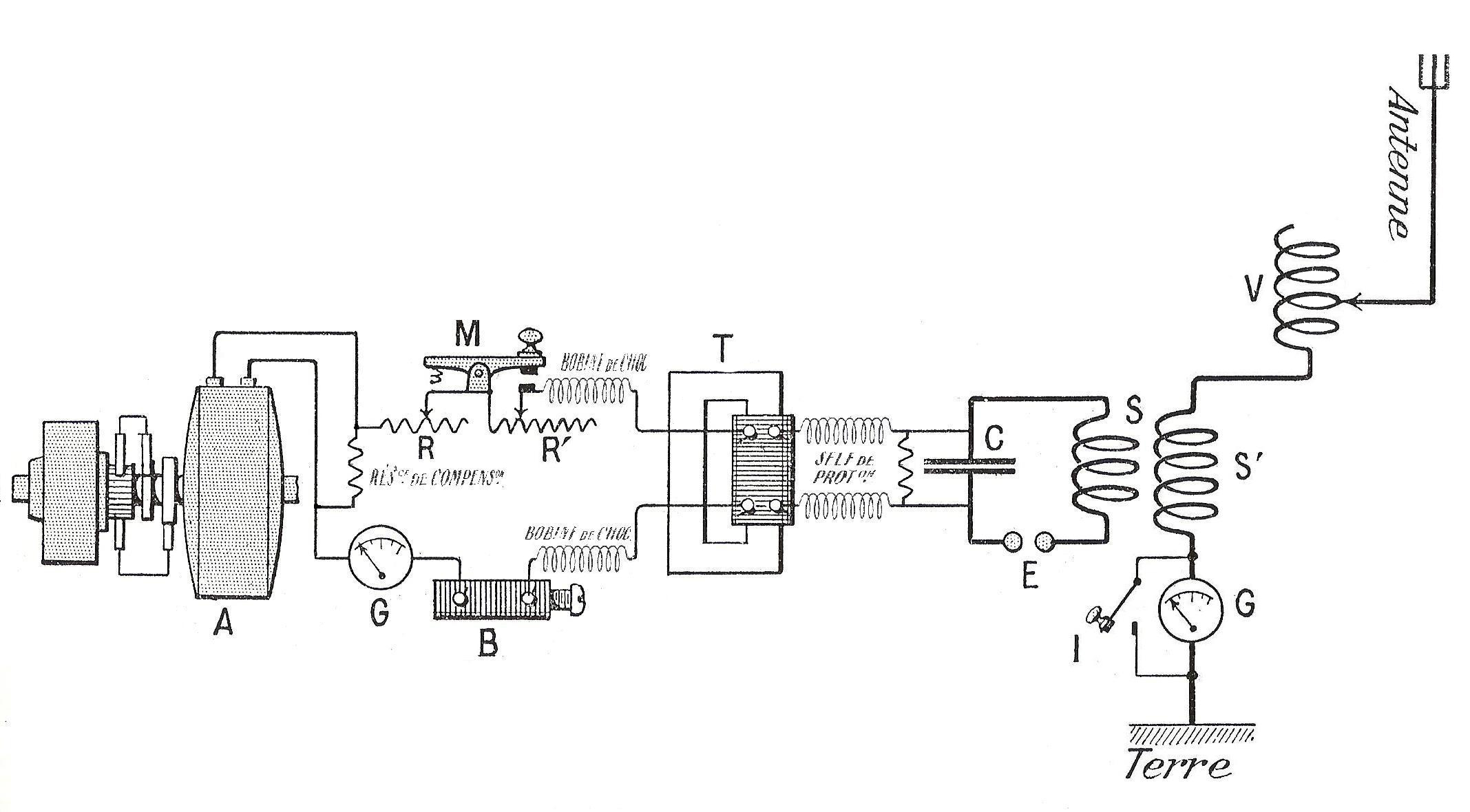
Schéma simplifié d'un émetteur en ondes amorties.

Liste des stations côtières françaises travaillant en ondes amorties sur la longueur d'onde de 600 mètres (500 kHz) et sur la longueur d'onde de 300 mètres (1 000 kHz) au 1er mars 1922 :
- Ajaccio Aspretto FUI.
- Barre de l’Adour FUW.
- Bonifacio TSF FFC.
- Bordeaux TSF FFX.
- Boulogne TSF FFB.
- Havre TSF FFH.
- Marseille TSF FFM.
- Mengam FUE.
- Nice TSF FFN.
- Ouessant TSF FFU.
- Rochefort-sur-Mer FUR.
- Saintes Maries TSF FFS.
- Toulon Croix des Signaux FUX.
- Toulon Mourillon FUT.

- Alger TSF FFA.
- Oran Aïn el-Turck FUK.
- Cabo Finisterre FAF (Espagne).
- Conakry FCO (Guinée).
- Dakar FDA (Sénégal).
- Port-Étienne FUT (Mauritanie).
- Rufisque FRU (Sénégal).
- Tabou FTA (Côte d’Ivoire).
- Cap Bon FFT (Tunisie).
- Loango FGO.
- Mutsamudu FLU.
- Diego Suarez FDG.
- Dzaoudzi FDO.
- Majunga FJA.

## Radiophare

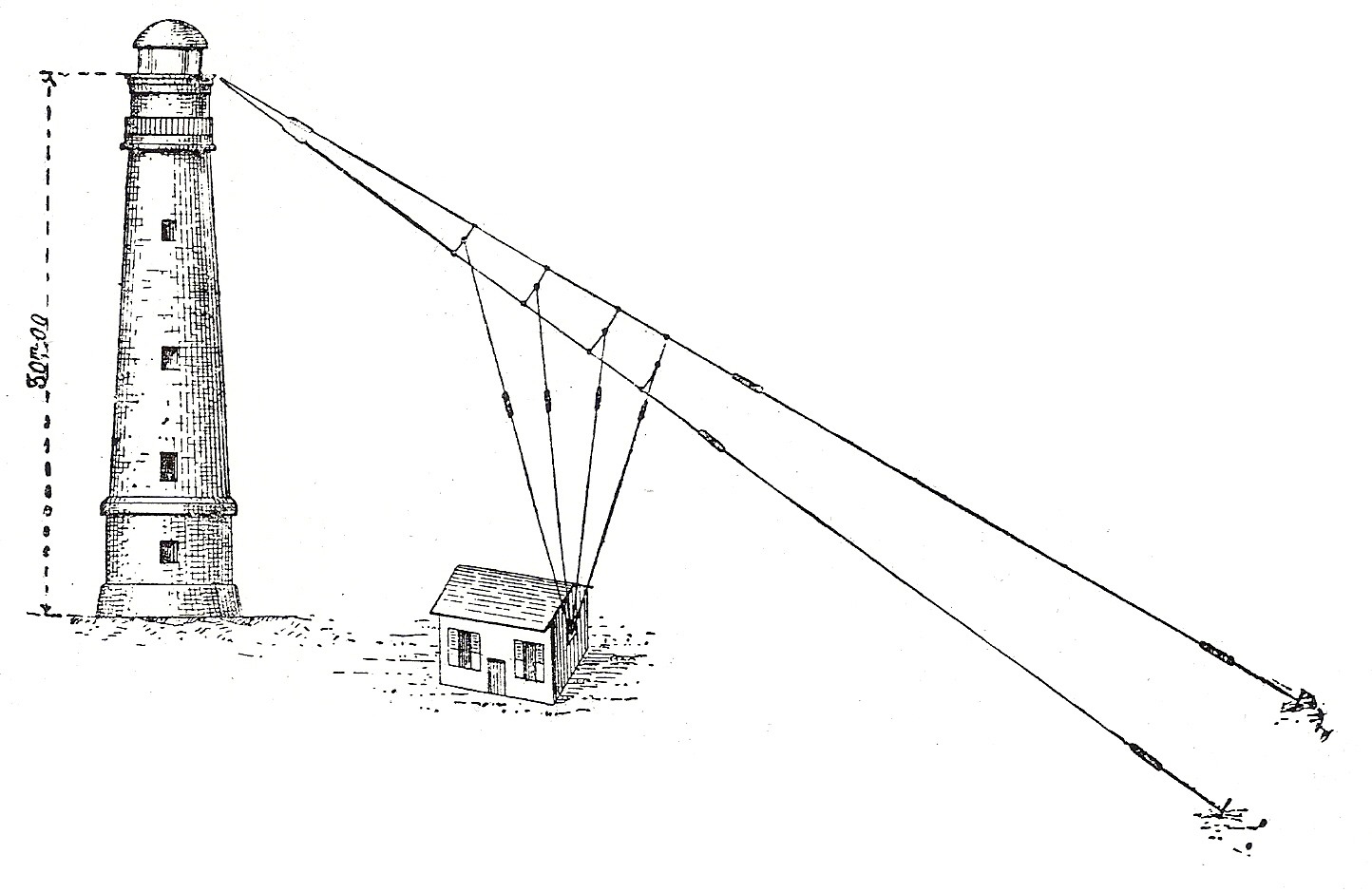
Antenne du radio-phare de l'île de Sein 1911.

Sur les côtes françaises, les quatre premiers radio-phares créés par André Blondel reçoivent leurs indicatifs radios en juin 1911, et travaillaient entre les longueurs d’onde 80 à 150 mètres. Ces quatre premiers radio-phares automatiques balisaient l'entrée du port de Brest : le radio-phare de l'île de Sein avait l'indicatif radio S •••, sur l'île d’Ouessant le phare du Stiff avait l'indicatif radio O ---, ces deux radio-phares travaillaient sur la longueur d’onde de 150 mètres  ( 2 MHz ) par émetteur à ondes amorties, et les deux autres radio-phares balisaient l'entrée du port du Havre. 
La portée radio de ces radiophares est limitée à 60 km.

## Usages restants
En 1955, un autobus jouet radiocommandé de fabrication japonaise utilise un émetteur à étincelles et un récepteur à cohéreur. Sur l'émetteur, les étincelles étaient visibles au travers d'une lucarne de plastique bleu.
Les émetteurs a étincelles sont toujours utilisés pour produire des hautes tensions à haute fréquence et amorcer les arcs dans le cas du soudage TIG (Tungsten Inert Gas). De puissants générateurs d'impulsions à éclateur permettent de simuler des impulsions électromagnétiques. La plupart des candélabres à lampes à décharge dans un gaz (vapeur de sodium ou de mercure) utilisent toujours des émetteurs à étincelles modifiés comme igniteur.